# Březiny
Březiny (en allemand : Brzezina) est une commune du district de Svitavy, dans la région de Pardubice, en République tchèque. Sa population s'élevait à 136 habitants en 2024.

## Géographie
Březiny se trouve à 27 km à l'ouest-sud-ouest de Svitavy, à 46 km au sud-est de Pardubice et à 128 km au sud-est de Prague.
La commune est limitée par Pustá Rybná au nord et à l'est, par Krasné au sud, et par Křižánky et Svratka à l'ouest.

## Histoire
La première mention écrite du village date de 1702. Dans le cadre du protectorat de Bohême et de Moravie, pendant la Seconde Guerre mondiale, le village fut nommé Birkicht, de 1939 à 1945.

## Galerie

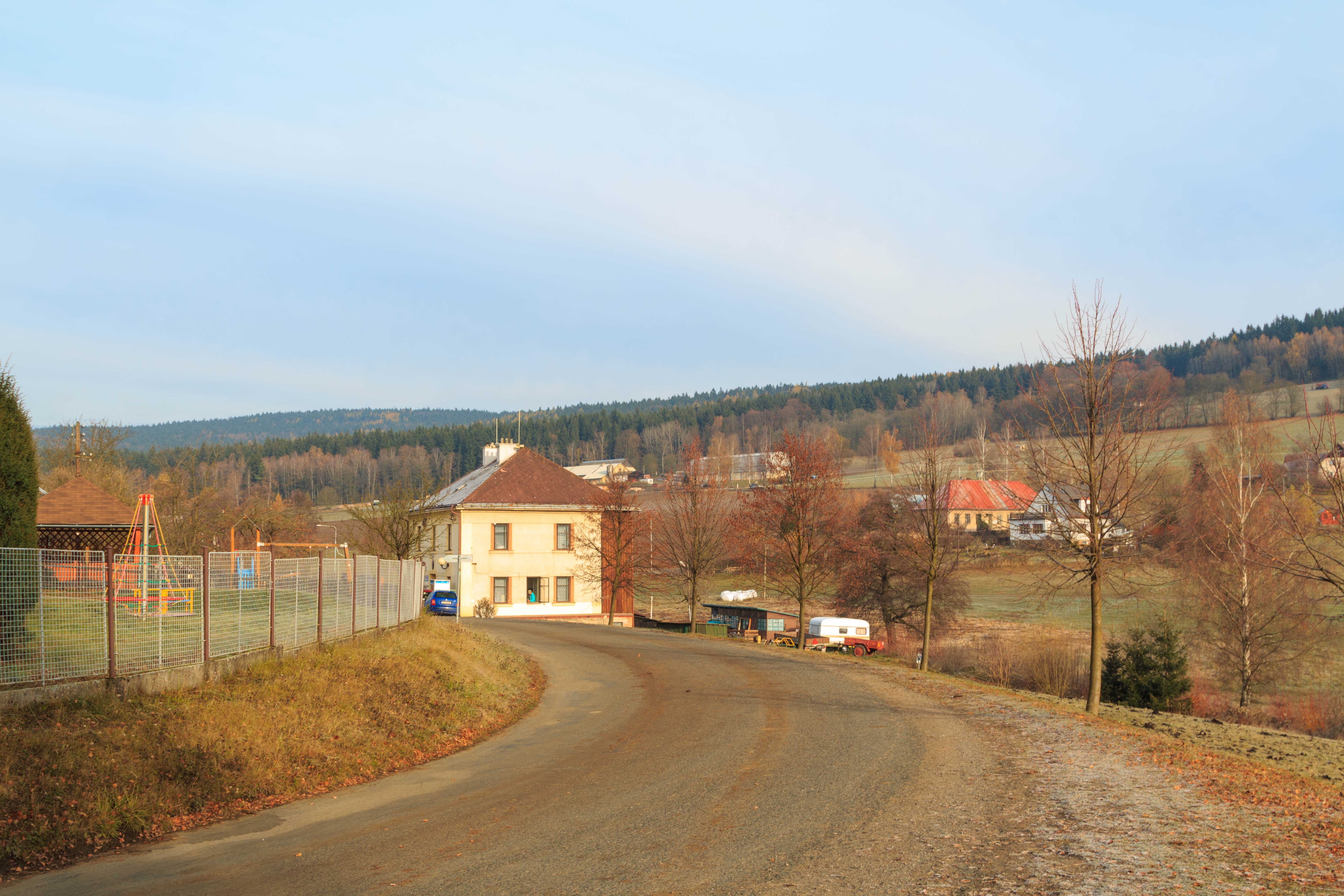
Březiny : la mairie.
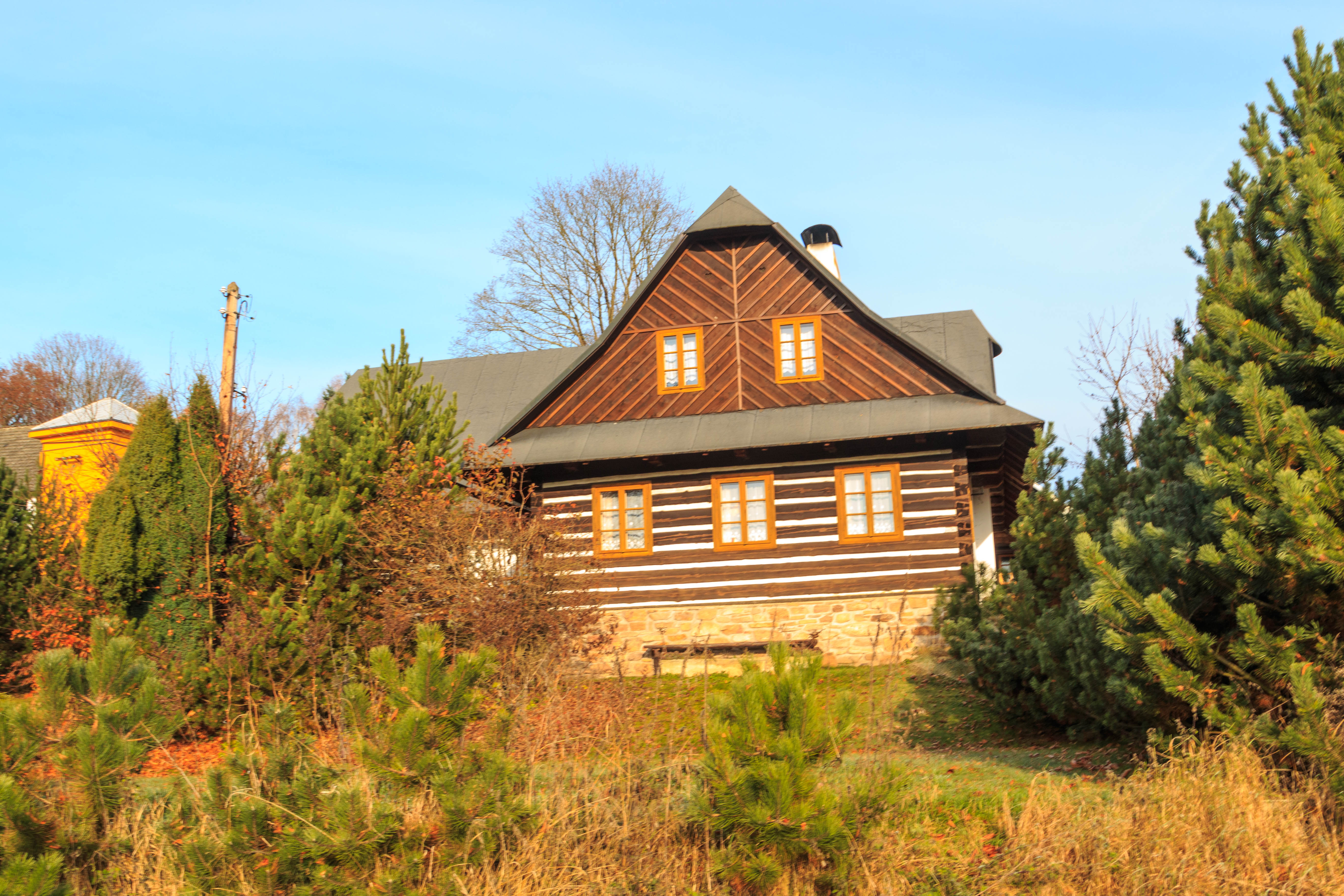
Maison à Březiny.

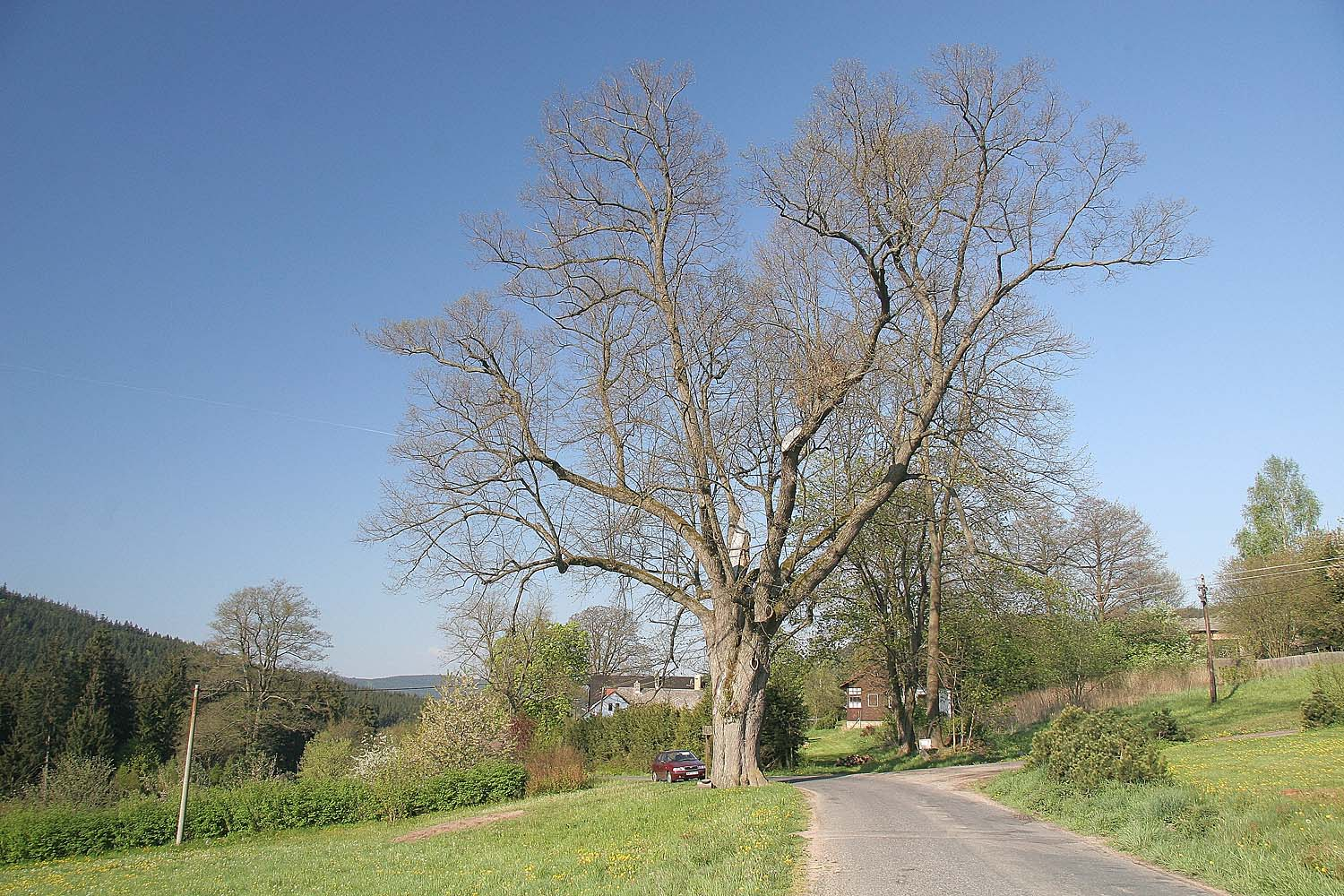
Le tilleul de Luňáček.
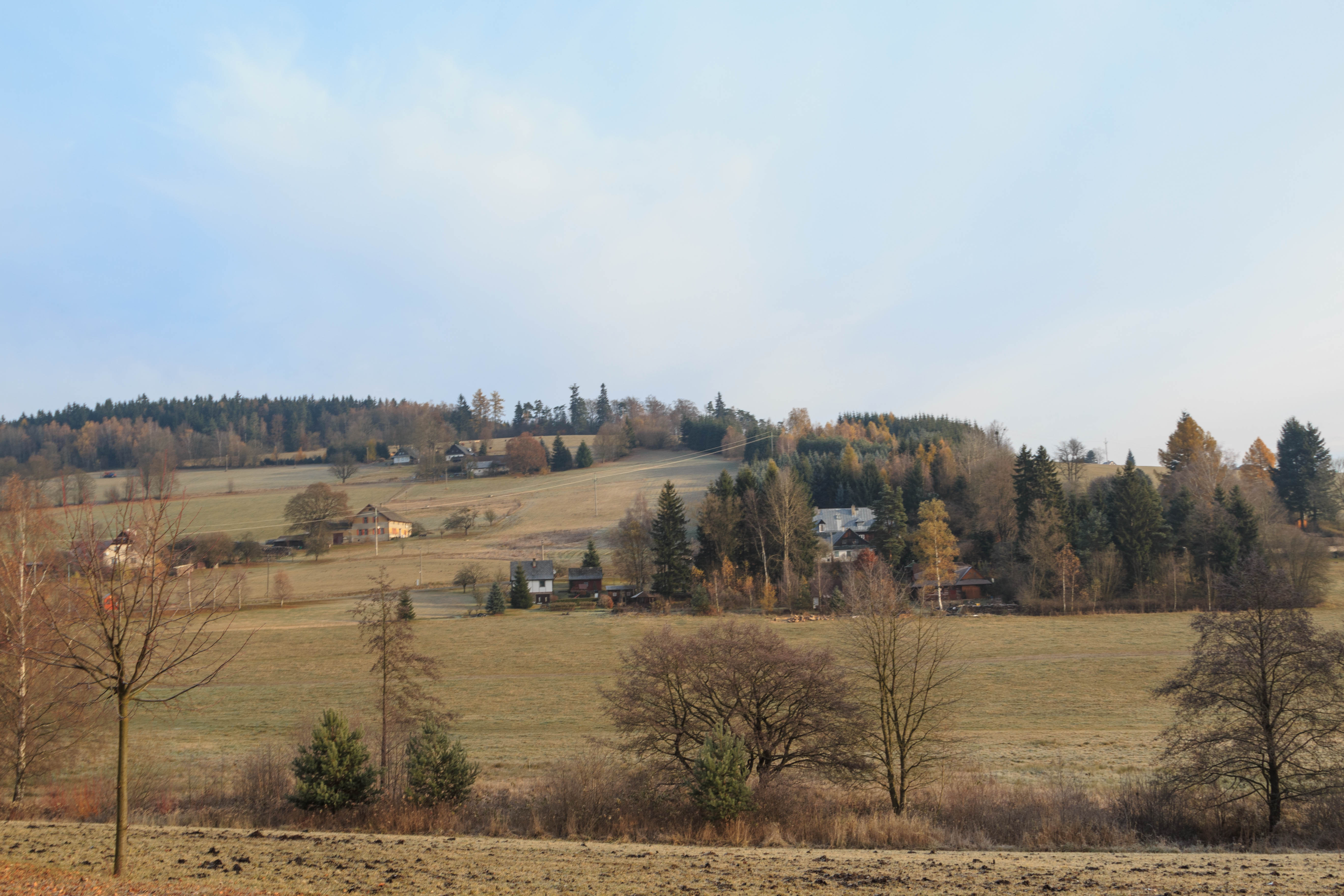
Březiny.

## Transports
Par la route, Březiny se trouve à 18 km de Polička, à 35 km de Svitavy, à 62 km de Pardubice et à 174 km de Prague. 